# Ökoteológia
Az ökoteológia a teológia egy speciális területe, mely a vallási rendszerek és az ökológiai válságjelenségek kialakulásának, történelmi-kulturális kapcsolatát vizsgálja. Az ökoteológiai gondolkodás központjában egy-egy vallás gondolati rendszerének az ökológiai válságjelenségek kialakulásában játszott szerepe, és egyes környezetvédelmi irányzatokkal való lehetséges összeegyeztethetősége áll.
A vallási rendszerek vizsgálatakor elsősorban azok kozmológiáját vonja vizsgálat alá, melyben az ember és természet kapcsolata, az emberi és nem-emberi élőlények viszonya, a természet értéke és az ember környezetével szembeni kötelességei kerülnek a középpontba.
A kritikai elemzésen túl, az ökoteológia fő iránya az egyes vallásokban rejlő lehetséges ökológiai szemléletek kidolgozása.
„A vallási alapon álló ökológusok törekednek arra, hogy együttműködjenek a »civil« környezetvédő csoportokkal is. Az együttműködésre való törekvés kölcsönös. A környezetvédő csoportok felismerik, hogy érdemes a vallás tanításaira támaszkodni, hiszen sok ember számára a vallás adja meg a vezérelvet ahhoz, hogy megtalálja a helyét a Világegyetemben, és ahhoz is, hogy kapcsolatot tudjon teremteni a többi emberrel és más élőlényekkel.”

## Filozófiatörténeti előzmény
A kiinduló kritika elsősorban a nyugati kereszténység kapcsán bontakozott ki Lynn White, Jr. Ökológiai válságunk történeti gyökerei című műve kapcsán, mely a kereszténység antropocentrizmusában fedezte fel a válság egyik lehetséges gyökerét.
Max O. Hallmann: Nietzsche környezetvédelmi etikája c. cikkében, White kritikáját és Nietzsche nézeteit rokonítja. Nietzsche filozófiájának egy ökológiai értelmezését adja, azzal a kitétellel, hogy maga Nietzsche nem volt ökológus, csupán nézetei alapján lehet az ökoteológia egy előfutárának tekinteni.
Nietzsche szerint a kereszténység csak az ember lelkét helyezi az etikai univerzum részévé, és minden mást kizár onnan. Így morális válsága abban gyökerezik, hogy az erkölcsöket a túlvilág szempontjából méri. Nietzsche ezzel szemben, főként kései írásaiban, az e világi élet fontossága mellett érvel. Nietzsche gondolkodása tehát nem elsősorban ökológiai megfontolásokból kritizálja a kereszténységet, hanem annak a nyugati világban fennálló gondolkodásnak a kialakulásáért, mely a Földet instrumentumként fogja fel. Úttörő szerepe abban rejlik az ökoteológia szempontjából, hogy felhívta a figyelmet a vallási gondolkodás hétköznapi viselkedésekben megbúvó alapvető erkölcsi normáira.

## Ökológia és világvallások

### Kereszténység és ökológia
A kereszténység világszemlélete antropocentrikus alapon nyugszik. Az ember, mely kiemelkedik a teremtett világ egészéből, mivel Isten a saját maga képmására teremtette. Lynn White Jr. kritikája ebből a szempontból veszi szemügyre a kereszténység és a kialakult ökológiai válságjelenségek kapcsolatát. A Biblia Genezis könyvében leírtakat White úgy értelmezi, hogy a kereszténység alapszemlélete szerint az ember felette áll a nem-emberi lények világának, és ez Istentől kapott jog:
„És monda Isten: Teremtsünk embert a mi képünkre és hasonlatosságunkra; és uralkodjék a tenger halain,
az ég madarain, a barmokon, mind az egész földön, és a földön csúszó-mászó mindenféle állatokon.”
A kereszténység egy lehetséges környezetelvű megközelítése mellett érvel John Passmore ausztrál filozófus, a 'Man's Responsibility for Nature' című könyvében. Sok más kereszténység ökológiai elkötelezettségű filozófushoz hasonlóan a Genezis történetéből egy másfajta értelmezést olvas ki.
„És vevé az Úr Isten az embert, és helyezteté őt az Éden kertjébe, hogy mívelje és őrizze azt.”
Passmore szerint a kereszténységnek létezik egy olyan olvasata is, mely szerint, Isten a Földet az ember gondjaira bízta, hogy az ember igazgassa azt. E szerint a nézet szerint is az ember áll a teremtés középpontjában, ám a környezetéért felelős ember. Így javaslata szerint a keresztény gondolkodás alapvetően összeegyeztethető a környezet védelmével, hiszen etikai alapja a a jó pásztor eszméjében van, mely ugyanúgy a kereszténység felfogásának része mint a despotikus White-féle értelmezés. Az alternatív keresztény tradíció azonosításával Passome arra akar rávilágítani, hogy a környezet védelme megoldható a jelenlegi fogalmi-metafizikai keretek között is, így túlzás volna azt állítani, hogy egy teljesen új viszonyulásra lenne szükség ember és természet kapcsolatát illetően.
A katolicizmuson belül Assisi Szent Ferenc tanítása és hagyománya egy radikálisan különböző irányt követ. Ezért 1979-ben II. János Pál pápa az ökológiával foglalkozók védőszentjévé avatta. Szent Ferenc tanításának magja, hogy Isten az egész világban jelen van egyszerre, így minden teremtményben is ott lakozik. Az embernek ezért szeretettel és gondoskodással kell a világ minden teremtménye felé fordulni, hogy felfedezhesse Istent. A világ teremtményei tehát az embernek testvérei, így érthető módon az etikai univerzum részei is egyben.

### Judaizmus és ökológia
A judaizmusban különösen érvényesül a környezeti világgal való gondoskodás feladata az ember számára. A Genezisben megfogalmazott parancs szerint:
„És megáldá Isten őket, és monda nékik Isten: Szaporodjatok és sokasodjatok, és töltsétek be a földet és hajtsátok birodalmatok alá; és uralkodjatok a tenger halain, az ég madarain, és a földön csúszó-mászó mindenféle állatokon.”
Ám míg a kereszténység hasonló szövegében egyértelműen az uralkodás despotikus vonása jutott kifejeződésre, addig a héber nyelv sajátosságait figyelembe véve kimutatható, hogy itt egy speciális igéről, a rode ('gondoskodva uralkodni') igéről van szó. A fellelhető antropocentrikusság ellenére, a zsidó tanítások között, főként az étkezéssel kapcsolatos tilalmak miatt, sokkal érzékenyebb környezeti szempontok figyelembevételére. Az állatok kínzásától való mentesség a véres ételek és, nagyjából mindenféle, vadászat során szerzett húsra kiterjed:
„Aki kutyákkal történő vadászatot tart, mint a nem zsidók, nem lesz helye a jövendő világban. Különösen tilos állatokat vadászni íjjal, lándzsával vagy puskával, mivel egyébként is tilos enni a zsákmányból, mert (az állat) sebei által, széttépve szenvedett ki, s mivel (elejtése) szórakozás kedvéért történt”.
Az állatokon kívül a növényeket is védi a judaizmus egy sor szabálya, mely szerint tilos a jó gyümölcsöket termő fákat és a madarak fészkét rejtő növények kivágása.
A Talmud értelmezése külön jelentőséget tulajdonít annak a ténynek, hogy az Isten a teremtés során előbb alkotta meg az állatokat és csak utána az embert:
„Azért teremtette Isten előbb az állatokat, és csak azután az embert, mert így figyelmeztette őt, hogy ügyeljen azokra, akik megelőzték őt a teremtés történetében”
A gondolati alapja egybecseng Passmore és Szent Ferenc gondolataival, mely szerint a teremtett világ Isten műve, ezért abban tilos a kár okozása. Az ember inkább gondnoka a természetnek, mint uralkodója. Ezen a ponton csatlakozik a judaizmus is a környezetvédelmi irányzatokhoz, melyek saját, már meglévő vallási rendszerük keretében is elképzelhetőnek tartják az ökológiai kihívásokkal való megbirkózást.

### Hinduizmus és ökológia
A hinduizmus, eltérően a nyugati judeo-keresztény vallásoktól, politeisztikus. Vallási irányzatoktól függően akár több ezer istent is tisztelnek, melyek nem csupán személyekben, hanem természeti képződményekben is testet ölthetnek. Így a hinduizmusban nincs antropocentrikus vonás, ugyanúgy minden természeti létező a legfőbb isten, Brahma megnyilvánulása. Ebből fakad a hinduizmus egyik alapvető etikai eleme az erőszakmentesség, az ahimsza elve. Mivel minden létező isteni megnyilvánulás ezért tartózkodni kell az erőszaktól, nemcsak az emberi, de minden élőlénnyel szemben. Innen ered a veganizmus gyakorlata is[forrás?], és a vegetarianizmus széles körű gyakorlata a hindu vallások követőinél.
Lényeges elem az állatokkal való bánásmód tekintetében, a szamszárában való hit, vagyis, a lélekvándorlás tana. Ezek szerint egy lélek mindaddig visszatér a világba, ameddig el nem éri a nirvána állapotát, amikor megszabadul minden vágytól és köteléktől, mely a természeti világhoz köti és lelke feloldódik a brahmanban. A lelkek viszont nem csak emberi formában, hanem mindenféle élőlény formájában újjászülethetnek, ezért egy állat megölése hasonló egy ember megöléséhez.
Ökológiai szempontból másik alapvető tana a hinduizmusnak, mely szerint minden élőlényt védeni kell, hogy a Rigvéda szerint minden fa és növény különleges isteni gyógyító erővel bír. A gyakorlatban ez a fák különös tiszteletéhez vezet, ezért egy hindunak vallási kötelességei közé számít fát ültetni. A fák különleges tiszteletéből indult ki a világ első erőszakmentes zöldmozgalma is Indiában, a Csipko-mozgalom.
„A csipko egy indiai nyelven annyit jelent: »ölelni«. 1730-ban a jodhpuri maharadzsa megparancsolta a favágóknak, hogy hozzanak fát a bisnój nép földjéről. A bisnójok irtóznak a gyilkolástól, még a fák kivágásától is. A nők és az idősek úgy védték meg a fákat, hogy körülölelték azokat. 363 bisnójt öltek meg a király favágói, mielőtt feladták volna. Csaknem 250 évvel ezután a történet megismétlődött, amikor 1973-ban Gopesvár, Uttar Prades lakói szembeszálltak egy sportszereket gyártó cég favágóival, akik el akarták pusztítani a pompás, buja növényzetet, melytől az életük függött. A falusiak az erdőbe rohantak, azt kiabálták: »Csipkó! Csipkó!«, és körülölelték a fákat, dacolva a favágók baltájával, mely könnyen a hátukba hasíthatott volna. Ezek a favágók azonban megrémültek, és elmenekültek! Így indult a világ egyik leghíresebb erőszakmentes természetvédelmi mozgalma, a Csipko-mozgalom.”

### Buddhizmus és ökológia
A hinduizmushoz hasonló elveken alapuló buddhizmus lényegében ugyanolyan kozmológiai alapon tekint az emberre. Az ember nem a természet felett áll, hanem annak szerves része. Míg a hinduizmus panteisztikus felfogásában az etika alapot a természeti világ kíméletére az istenség jelenléte jelenti, addig a buddhizmus visszautasítja ezt a világképet. Az egyén szempontjából viszont felértékelődik az erőszakmentesség elve, mely a legfőbb buddhista parancsban, a „Ne ölj!” normájában testesül meg. A buddhista hite szerint akkor szabadulhat meg a lét körforgásából, ha a szenvedés alól kivonja magát, ez pedig az összes élő érdek nélküli szeretetén keresztül valósulhat meg.
Zsolnai László, a Corvinus Egyetem közgazdászprofesszora felhívja a figyelmet arra a tényre, hogy „A buddhista országok ökológiai lábnyoma jóval kisebb a fejlett országokénál, nagy részük nem használja ki a rendelkezésére álló ökológiai kapacitásokat”.

### Iszlám és ökológia
Az iszlám is monoteisztikus vallás, és a környezettel való bánásmód tekintetében nagyon hasonló elveket vall, mint a zsidó vallás. Az ember, habár a teremtés középpontjában van, környezetének felelős kormányzója. A Korán és a Próféta életének leírásaiból, az úgynevezett hadíszokból származnak az iszlám ökológiai nézetei is.
Három fontos elem azonosítható melyek környezetvédelmi elveket, teológiai írnak elő a hívőknek. Ezek a mértékletesség, a növények gyarapításának parancsa és a könyörületesség.
A mértékletesség az igaz hívő jellemzője:
„És azok (az igazhitűek), akik költenek, nem pazarolnak, se nem fukarkodnak, hanem mértékkel (költenek) a kettő között”.
A növények védelme pedig magától Mohamed prófétától származó idézet szerint:
„Ha a Feltámadás napja egyikőtök életében veszi kezdetét, és közben a kezében egy palánta van, ültesse el!”
Itt a feltámadás napja lényegében a arra utal, hogy még akkor is folytassa a hívő az ültetést, amikor annak már nincs értelme, hiszen vége a világnak. Egy mélyebb értelemben ez a tanítás a jó cselekedetek elsőbbségére vonatkozik, mely az iszlámban összekapcsolódik a környezet kíméletes használatával.
A könyörületesség parancsát pedig a haszídok történeteiből vezetik le az iszlám teológusok. Igen sok feljegyzés tanúskodik arról, hogy Mohamed próféta megtiltotta az állatokkal való kegyetlenkedést, mely Allah művének tönkretétele. Egy feljegyzés szerint pedig, az állatokkal való jó cselekedet is jutalmat érdemel a túlvilágon:
Allah küldötte azt mondta: „Volt egyszer egy ember, aki úton volt, majd nagyon megszomjazott, majd talált egy kutat, lement s ivott, majd mikor kijutott a kútból, egy lihegő kutyával találta magát szembe, mely a port ette szomjúságában. Azt mondta a férfi: Ez a kutya olyan szomjas lett, mint amilyen én voltam. Erre lement a kútba, megtöltötte saruját vízzel, és megtartotta szájával, és megitatta a kutyát, Allah pedig megköszönte neki, és megbocsátott neki”. Azt kérdezték: Ó Allah küldötte! Vajon jár nekünk jutalom az állatok után is? Azt felelte: „Minden élő állat után jutalom jár!”

## Ökológiai irányzatok és az Ökoteológia kapcsolata
Az ökológiának irányzatok általánosan két nagy csoportba tartoznak. Ezeket a zöld árnyalataival szokták lefesteni, e szerint vannak a világoszöld és sötétzöld, vagy pejoratívabb értelemben vad-zöld mozgalmak.
A két csoport közötti elvi választóvonal abban van, hogy míg a világoszöld irányzat képviselői a jelenlegi világfelfogásunk kisebb nagyobb módosításával elképzelhetőnek tartja az ökológiai válság megoldását, addig a sötétzöld irányvonal képviselői egy teljesen új alapra kívánja helyezni az ember és természet kapcsolatát, és csak ezek után tartja elképzelhetőnek, hogy megmentsük bolygónkat az ökológiai pusztulástól.
Az ökoteológiai viták sokszor ennek a két tábornak a vitáival fedésbe kerülnek, ugyanis a vallási alapon szerveződő környezetvédelmi irányzatok, a világoszöld irányvonalat képviselik, míg kritikusaik éppen azzal érvelnek, hogy a vallások eddig sem voltak képesek etikai irányelveikkel megvédeni a környezetet, pontosan azért, mert kódolva van bennük a környezet iránti érzéketlenség.
A sötétzöld mozgalmak egyes képviselői ugyanakkor vallási színezetet öltenek új teret nyitva az ökoteológiai vizsgálódásoknak.